# Metodo Paulo Freire

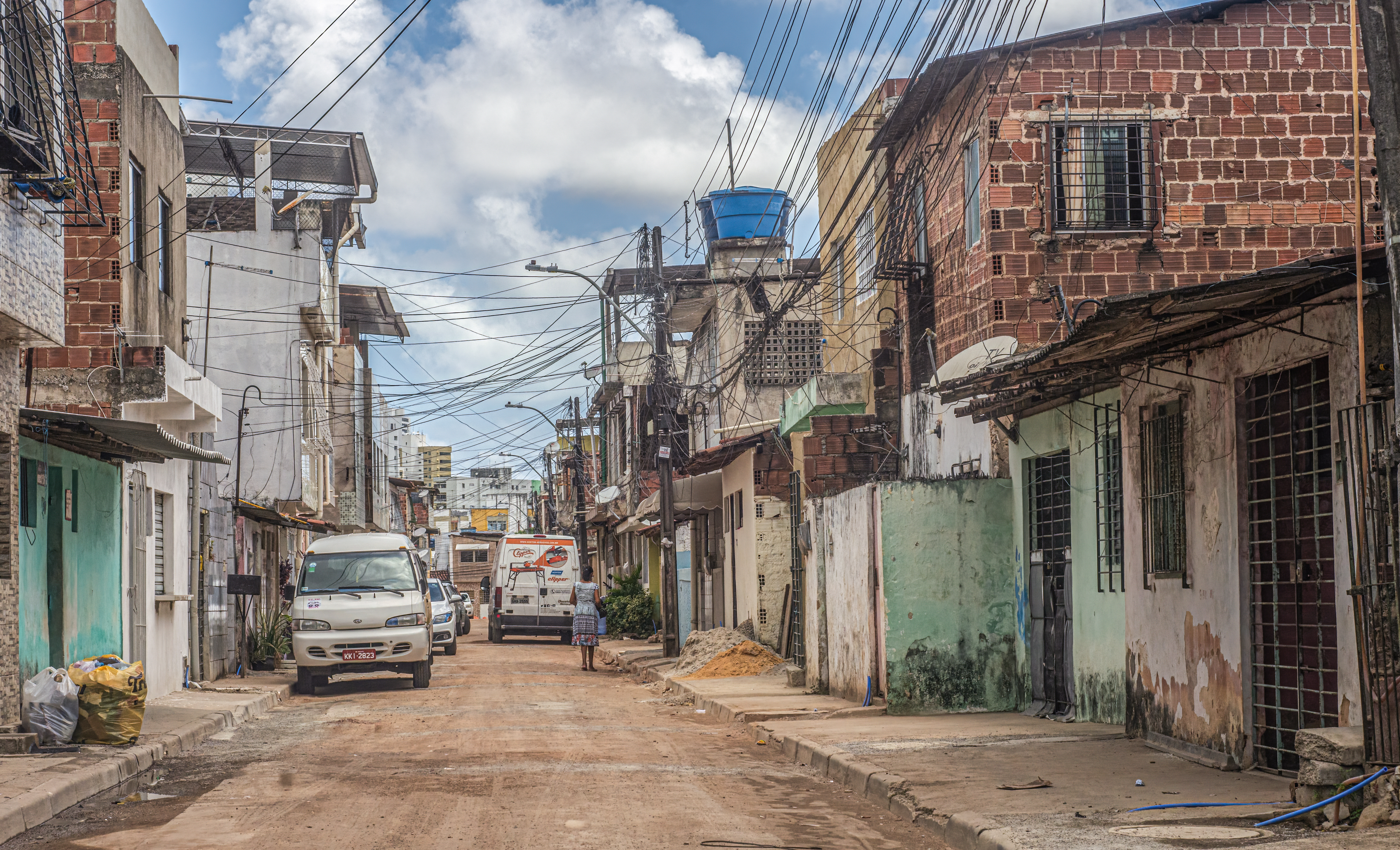
Favela di Detran, barrio di Iputinga, Recife. "Favela" fu la prima parola generatrice utilizzata nei corsi di alfabetizzazione freiriana del 1964.

Il metodo Paulo Freire consiste in una proposta di alfabetizzazione per adulti che si caratterizza per i tempi ridotti in cui si raggiungono i risultati, per il numero ridotto di parole generatrici (parole usate come base per imparare fonemi, sillabe e altre parole), per l'uso di parole vicine alla realtà sociale degli educandi e per l'accoppiamento dell'apprendimento linguistico al processo di emancipazione degli educandi.
Il metodo fu testato la prima volta nel 1963, mentre Paulo Freire era direttore del Dipartimento di Espansione Culturale dell'Università di Recife, con un gruppo di prova nella città di Angicos, nel Rio Grande do Norte. In questa occasione, si riuscirono ad alfabetizzare 300 tagliatori di canna da zucchero in soli 45 giorni. Il processo si svolse in sole quaranta ore di lezione e senza sillabario.
Visti i notevoli risultati, João Goulart, presidente del Brasile all'epoca, affidò a Paulo Freire l'organizzazione del Piano Nazionale di Alfabetizzazione. Il progetto mirava ad alfabetizzare 5 milioni di persone in due anni. I percorsi avevano la durata di due mesi e coinvolgevano 30 educandi per volta. Il progetto, iniziato nel gennaio 1964, venne interrotto a causa del golpe di aprile 1964.
Il metodo qui descritto si basa sul curriculum che venne utilizzato nel 1964 dai centri di alfabetizzazione degli stati di Rio Grande do Norte e Guanabara.

## Prima parte: conoscenza del contesto socioculturale e degli educandi
La prima parte è quella preparatoria. In essa, gli educatori e gli educandi si conoscono e, attraverso discussioni in gruppi di conversazione, gli educatori raccolgono le informazioni riguardanti il contesto sociale, culturale e politico degli educandi. Tali informazioni saranno necessarie alla strutturazione della successiva alfabetizzazione.
I temi discussi emergono spontaneamente durante conversazioni preliminari e interviste fra educatori ed educandi. Dopo di ché, schemi e materiali visivi vengono preparati dagli educatori e presentati ai gruppi per la discussione. Esempi di temi che furono affrontati dai gruppi brasiliani dei primi anni sessanta sono: nazionalismo, analfabetismo, esclusione degli analfabeti dal diritto di voto (in vigore in Brasile fino al 1985), sviluppo nazionale, democrazia.
Inoltre, il fatto che durante questi incontri gli educatori e gli educandi abbiano l'occasione di conoscersi a vicenda permette lo sviluppo di una certa familiarità e fiducia reciproca. L'aspetto relazionale è importante per la buona riuscita del corso: per esempio, educandi adulti potrebbero trovare imbarazzante descrivere e discutere disegni e fotografie, in quanto potrebbero associare tale metodo ad una "educazione per bambini". Lo stesso potrebbe verificarsi al momento di ripassare quanto appreso utilizzando attività ludiche, in modo da non appoggiarsi esclusivamente sulla faticosa lettura di grafemi.

## Seconda parte: alfabetizzazione e sviluppo di coscienza critica
La seconda parte del percorso consiste nello svolgimento del corso di alfabetizzazione vero e proprio.
L'alfabetizzazione per Freire è da intendersi come processo attivo, in cui gli educandi partecipano ad un percorso di democratizzazione sia a livello metodologico che a livello contenutistico. Secondo Freire, gli educandi non dovrebbero essere "spettatori pazienti che sopportano l'abisso tra la loro conoscenza e il contenuto [della lezione]". L'alfabetizzazione non dovrebbe essere il prodotto del lavoro di un docente distante che gli impartisce un apprendimento, puramente mnemonico, di frasi sconnesse dalla loro realtà quotidiana. Bensì dovrebbero sentirsi essi stessi fautori della propria alfabetizzazione. Per far ciò, sul piano prettamente linguistico il metodo freiriano , grazie all'esiguo numero di parole generatrici, chiede e permette agli educandi di sperimentarsi fin da subito nella creazione di nuove parole. Sul piano psicologico, essi, grazie ai primi incontri del corso, assumono una coscienza della necessità di alfabetizzarsi e una motivazione che fa sì che siano loro stessi padroni del loro percorso. Si alfabetizzeno inoltre discutendo di temi che li toccano direttamente perché riguardanti la loro condizione sociale e politica. Si costruiscono così contemporaneamente la capacità di leggere e scrivere, un'emancipazione sul piano sociale e politico, e le basi per una cittadinanza attiva in una nazione democratica.
Praticamente, Freire propone la preparazione del suo metodo nelle seguenti cinque fasi:
1. Indagine del vocabolario del gruppo. In questa fase, che si svolge durante la parte precedentemente descritta, si verifica la trascrizione di parole nella lingua oggetto dell'alfabetizzazione, nel rispetto della lingua tipica dei membri del gruppo.
2. Selezione delle "parole generatrici", seguendo i criteri della ricchezza fonetica, della difficoltà fonetica, e della rilevanza pragmatica della parola rispetto alle realtà sociali, culturali e politiche del gruppo e/o delle sue comunità di appartenenza. Tali parole vengono ordinate dalle più semplici alle più complesse, tenendo congiuntamente conto dei tre criteri. Ad esempio, la parola chuva (pioggia), è più semplice della parola governo sia foneticamente che dal punto di vista delle discussioni che può attivare (vedi dopo).
3. Creazione di situazioni esistenziali caratteristiche del gruppo. Si tratta di situazioni inserite nella realtà locale, che devono essere discusse con l'obiettivo di aprire prospettive per un'analisi critica consapevole dei problemi locali, regionali, e globali riguardanti tutti i componenti del gruppo.
4. Creazione delle schede di sceneggiatura. Contengono indicazioni di possibili sottoargomenti collegati alle parole generatrici e suggerimenti di indicazioni per l'analisi dei temi selezionati, che funzionino solo come suggerimenti di sceneggiatura per i dibattiti. Questi scritti furono di grande aiuto soprattutto all'inizio del lavoro, quando anche l'insegnante di alfabetizzazione era alle prime armi.
5. Creazione delle schede verbali per scomporre le parole generatrici in sillabe e generare le corrispondenti "famiglie fonetiche" (vedi dopo).

Per quanto riguarda il contenuto degli incontri, si distinguono due momenti: i primi incontri hanno come obiettivo la costruzione dell'attitudine e della motivazione degli educandi, nei seguenti invece si passa all'alfabetizzazione vera e propria, trattando le tematiche individuate durante la parte preparatoria e sviluppando l'apprendimento attorno alle parole generatrici scelte.

### Incontri preliminari: cultura
In questi primi incontri, si parte da una discussione che riguarda la definizione di cultura. Per Freire, la relazione tra uomo e mondo naturale non necessita di linguaggio per sussistere. Per trarre dal mondo circostante informazioni, non occorre sapere una lingua: ogni persona è in grado di captare informazioni, interpretarle e generare conoscenza. Saranno così le conoscenze che gli educandi già posseggono e quelle che produrranno durante il percorso che verranno infine espresse attraverso il linguaggio. Freire nota inoltre come un approccio costruttivo alla conoscenza sarebbe proprio della coscienza critica e funzionale alla democratizzazione dell'individuo.
Il primo obiettivo di questi incontri è quello di riuscire a far nascere negli educandi una concezione antropologica di cultura. Per l'approccio freiriano, la cultura è umana e, in particolare, non dipende dal livello di alfabetizzazione degli individui. Questo perché la cultura è da intendersi come acquisizione sistematica di esperienza umana, come incorporare critico e creatore. Di conseguenza, si noterà che tanto il letterato quanto l'analfabeta costruiscono costantemente cultura. Saranno esempi di cultura tanto una famosa opera lirica che un piatto tipico che uno dei membri del gruppo sa cucinare.
I primi incontri si centrarono su tale percorso. Di volta in volta, alcune rappresentazioni grafiche servivano come punto di partenza delle discussioni: attraverso questo espediente, si riusciva a superare l'ostacolo di una comunicazione non-scritta e al tempo stesso, richiedendo al gruppo un'azione di decodifica, li si coinvolgeva come membri attivi dell'incontro. Le immagini utilizzate rappresentavano:
1. Una persona di fronte alla natura e "nella" realtà.
2. La natura - mediatrice della comunicazione tra l'uomo e il mondo della cultura.
3. Un cacciatore illetterato con arco e frecce. Ha cultura, la costruisce, la trasmette.
4. Un cacciatore civilizzato con fucile. Ha cultura, la costruisce, la trasmette.
5. Un gatto cacciatore. Caccia ma senza generare cultura.
6. Persone che modellano un vaso d'argilla. L'uomo trasforma la materia della natura con il suo lavoro.
7. Un vaso di terracotta con fiori. Creazione di cultura: prodotto del lavoro dell'uomo sulla materia della natura.
8. Un libro con una poesia. Creazione di cultura: prodotto del lavoro dell'uomo.
9. Un gaucho e un mandriano del Brasile settentrionale. Confronto e mantenimento della propria identità culturale.
10. Un circolo culturale. Persone che si educano insieme, trasmissione di cultura.

Infine, si prende come obiettivo la discussione della democratizzazione della cultura. Una volta che si è concepita la cultura come universale e costruibile da chiunque, si può dibattere su chi ne abbia accesso e in che misura. Che si verifichi o meno questo specifico dibattito, è bene riuscire a far trasparire il vantaggio di poter trasmettere ed acquisire cultura in maniera sistematica. Per farlo, le società ricorrono alla scrittura ed alla lettura in una determinata lingua. Di conseguenza, sorge infine negli educandi la necessità di alfabetizzarsi. L'alfabeto deve essere visto come strumento che ogni soggetto ha per formarsi, per costruire la propria cultura, e per ottenere altri strumenti ancora. Essi gli serviranno per avere più possibilità di "leggere il mondo" in cui vivono e per indirizzare meglio il loro agire all'interno di esso.
Esempi di frasi espresse dagli educandi alla fine di questa prima fase furono: «Faccio scarpe, [...] però ora scopro che ho lo stesso valore del dottore che fa libri,» e «Ora so che sono colto. [Lo so] perché lavoro e lavorando trasformo il mondo».

### Incontri successivi: alfabetizzazione ed emancipazione
Poste le basi del corso di alfabetizzazione, si passa alla discussione delle tematiche individuate nella prima parte. Esse devono essere direttamente rilevanti per gli educandi. Per quanto riguarda gli aspetti linguistici, ogni incontro di alfabetizzazione si basa sulla "parola generatrice" specifica per il contenuto dell'incontro stesso. Le parole scelte diventano incontro dopo incontro più complesse sia foneticamente che dal punto di vista delle tematiche che sollevano.
Ad ogni incontro, si parte presentando il materiale grafico preparato per codificare la situazione esistenziale del giorno. Ciò inizialmente sorprende gli osservatori e fa partire i dibattiti. Dopo un periodo di discussione, gli educandi dovrebbero decodificare l'immagine presentata ed arrivare ad individuare la parola generatrice sottesa. Per esempio, la prima parola generatrice del curriculum del 1964 fu favela.

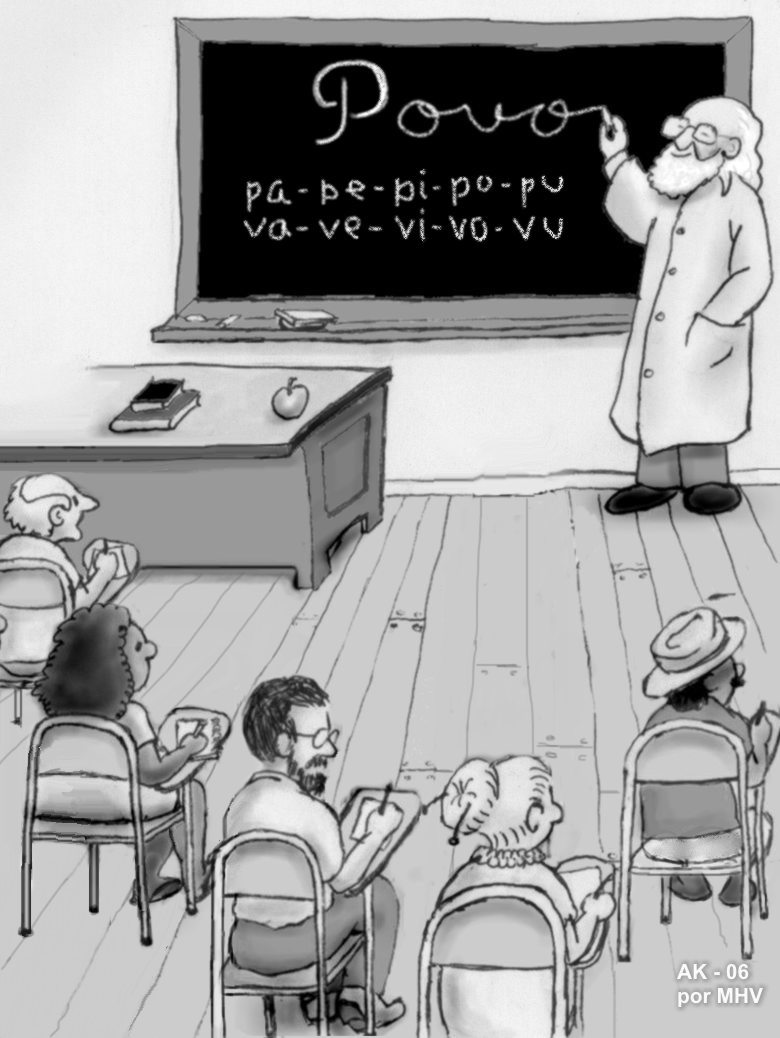
Funzionamento di un circolo culturale: presentazione della parola generatrice (povo, cioè "persona" in portoghese) e delle famiglie fonemiche associate (pa-pe-pi-po-pu, va-ve-vi-vo-vu)

Il numero di parole generatrici può variare approssimativamente tra 15 e 18 parole.
Una volta individuata la parola generatrice, l'educatore la scrive davanti a tutti, accanto all'immagine rappresentata. Non per la memorizzazione ma per la visualizzazione. Si stabilisce così il legame semantico tra la rappresentazione scritta della parola, il materiale grafico presentato ed il contenuto della discussione.
Si mostra poi nuovamente la parola generatrice, ma in forma isolata, senza più il materiale grafico.
Si spezza la parola generatrice in sillabe.
Per ogni sillaba, si studia la famiglia fonemica associata: essa si ottiene tenendo le consonante della sillaba e declinandola con tutte le vocali. Per esempio, se la parola generatrice è FAVELA, si parte dalla prima sillaba (FA) e la famiglia fonemica associata sarà FA-FE-FI-FO-FU. In particolare, si riconosce quale delle 5 sillabe è quella presente nella parola generatrice, si vede la differenza con le altre 4 e, nei primi incontri di alfabetizzazione, si arriva al concetto di vocale ed al meccanismo di base di generazione delle parole (nel caso di una lingua sillabica come il portoghese e l'italiano): associare una consonante ad una delle 5 vocali è un modo per costruire sillabe, associare sillabe è un modo per costruire parole.
A questo punto, si scrivono tutte le famiglie fonemiche della parola generatrice, e si leggono sia orizzontalmente (cioè per consonante: fa-fe-fi-fo-fu, va-ve-vi-vo-vu, la-le-li-lo-lu) che verticalmente (cioè per vocale: fa-va-la, fe-ve-le, fi-vi-li, ...).
Finalmente, gli educandi, partendo dalle sillabe a disposizione, costruiscono nuove parole. Per esempio, in italiano partendo da FAVELA si possono ottenere volo, favola, filo, vivo... Ma anche, con flessibilità e/o le opportune osservazioni da parte degli educatori, ala, uva, alfa, valle, folla...
Nel primo incontro di alfabetizzazione è opportuno partire da una parola generatrice di tre sillabe, affinché a questo passaggio ci siano abbastanza parole facilmente costruibili.
A casa, per conto loro, gli educandi costruiscono poi tutte le parole che riescono a partire dalle famiglie di sillabe ormai conosciute.
Fondamentale per Freire è mantenere attiva, durante tutto il processo, l'indagine dell'universo lessicale degli studenti. In primis discutendo le diverse tematiche che emergono dalla parola generatrice; e lasciando spazio per trattare anche tematiche rilevanti per il gruppo ed attivate da parole prodotte dagli educandi stessi nel corso dell'incontro. Per esempio, da favela il gruppo potrebbe generare velo e potrebbe voler discutere sul velo islamico.

### Parole generatrici e temi di discussione del 1964
Le 17 parole generatrici utilizzate dai gruppi freiriani negli stati di Rìo e Guanabara nel 1964, insieme ai possibili temi di discussione, furono:
1. "FAVELA" (fa-ve-la): abitazione, alimentazione, vestiario, salute, educazione;
2. PIOGGIA (chu-va): influenza dell'ambiente sulla vita umana, fattori climatici nell'economia di sussistenza, squilibri regionali in Brasile;
3. ARATRO (a-ra-do): valorizzazione del lavoro umano, uomo e tecnica: processo di trasformazione della natura, lavoro e capitale, riforma agraria. Dal punto di vista linguistico, compare la sillaba composta da sola vocale;
4. TERRENO (ter-re-no): dominio economico, latifondi, irrigazione, risorse naturali, difesa del patrimonio nazionale. Compare
5. PASTO (co-mi-da): malnutrizione, fame: dal livello locale al nazionale, mortalità infantile, sofferenze derivate;
6. "BATUQUE"[8] (ba-tu-que): cultura popolare, folklore, cultura erudita, alienazione culturale (il Batuque è il rito collettivo da cui si svilupparono samba, capoeira e religione Batuque);
7. POZZO (po-ço): salute e malattie endemiche, educazione alla salute, condizioni di fornitura dell'acqua;
8. BICICLETTA (bi-ci-cle-ta): problema dei trasporti, trasporto collettivo;
9. LAVORO (tra-ba-lho): processo di trasformazione della realtà, valorizzazione della persona attraverso il suo lavoro, lavoro tecnologico/artigiano, dicotomia: lavoro manuale e intellettuale;
10. STIPENDIO (sa-lá-rio): piano economico, lavoro salariato e non salariato, salario minimo, salario mobile;
11. PROFESSIONE (pro-fis-são): problema dell'azienda, classi sociali e mobilità sociale, sindacalismo, sciopero
12. GOVERNO (go-ver-no): potere politico (tre poteri), ruolo del popolo nell'organizzazione del potere, partecipazione popolare
13. PALUDE (man-gue): le popolazioni delle regioni palustri, paternalismo, assistenzialismo, passaggio dalla funzione di oggetto a quella di soggetto nelle popolazioni delle regioni palustri
14. "ENGENHO" (en-ge-nho): formazione economica del Brasile, monocoltura, latifondo, riforma agraria;
15. ZAPPA (en-xa-da): riforma agraria e riforma bancaria, tecnologia e riforma;
16. MATTONE (ti-jo-lo): riforma urbana, pianificazione,  rapporto tra le varie riforme;
17. RICCHEZZA (ri-que-za): in Brasile e su scala globale, confronto della situazione di ricchezza e povertà, il ricco e il povero, la nazione ricca e la nazione povera, paesi dominanti e paesi dominati, paesi sviluppati e sottosviluppati, emancipazione nazionale, aiuti effettivi fra le nazioni e pace nel mondo.

## Metodo Paulo Freire in Italia
L'influenza del pensiero freiriano sugli educatori italiani viene solitamente divisa in due fasi: una prima che si svolse principalmente durante gli anni settanta ed una nuova, ancora in atto, che è iniziata a partire dal 2000.

### Anni settanta

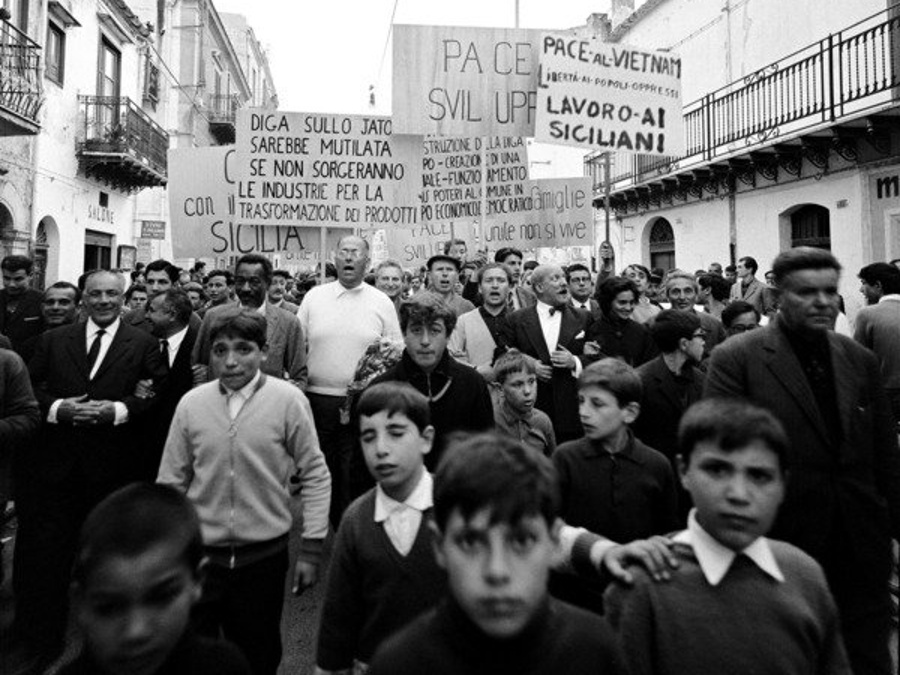
Marcia della protesta e della speranza per la pace e per lo sviluppo socio-economico della Sicilia occidentale, 6 marzo 1967. Danilo Dolci in maglione bianco.

La peculiarità dell'Italia fu che i lavori di Paulo Freire si inserirono nel contesto di pedagogia critica ricco e variegato che si era andato sviluppando già a partire dal secondo dopoguerra, plasmatosi attraverso l'esperienza della Resistenza e dell'impeto di rinnovamento sociale che caratterizzò gli anni dell'Assemblea Costituente, dell'impegno educativo da parte del mondo religioso cattolico che culminò nel Concilio Vaticano II, e della diffusione nella sinistra italiana del pensiero di Antonio Gramsci. Si pensa, per esempio, all'esperienza della scuola di Barbiana tra il 1954 ed il 1967, ed in particolare alla "Lettera a una professoressa" (maggio 1967), in cui i ragazzi della scuola (insieme a don Milani) denunciavano il sistema scolastico e il metodo didattico che favoriva l'istruzione delle classi più ricche (simboleggiate da "Pierino del dottore", il figlio del dottore, che sa già leggere quando arriva alle elementari), mentre permaneva la piaga dell'analfabetismo in gran parte del paese. Oppure, al taglio dato da Alberto Manzi al suo corso di alfabetizzazione trasmesso alla televisione con la trasmissione Non è mai troppo tardi fra il 1960 e il 1968, in cui, per esempio, al momento di introdurre i pronomi personali soggetto faceva riferimento ad una concezione esistenziale di persona umana connotata emotivamente e socialmente. Oppure, ancora, all'operato di educatrici ed educatori come, fra gli altri, Aldo Capitini, Bruno Ciari, Mario Lodi, Ada Gobetti, Don Zeno Saltini.
Così che quando, nel 1971, venne pubblicata la prima edizione italiana de La pedagogia degli oppressi, essa si diffuse con successo fra le molte esperienze pedagogiche italiane. Esse di fatto già condividevano diversi dei pilastri freiriani, come la non-neutralità dell'educazione, il legame tra politica e pedagogia, l'enfasi sulla giustizia sociale e la convinzione del potere trasformativo che avessero i processi educativi collettivi sulla società.
Una delle prime applicazioni di corsi di alfabetizzazione direttamente ispirati al metodo Paulo Freire avvenne verosimilmente negli anni settanta, all'interno dei movimenti operai che si interessarono ad un'educazione per gli adulti. In particolare, a partire dal 1973 con gli operai metalmeccanici, le lotte operaie portarono in pochi anni all'assunzione delle 150 ore per il diritto allo studio da parte di moltissime categorie professionali, sia industriali che dei ceti impiegatizi e dei settori pubblici. Freire collaborò personalmente a tali campagne. I corsi che ne scaturirono, istituiti appositamente da sindacati, regioni, enti locali e Ministero della pubblica istruzione, non necessariamente erano finalizzati ad una formazione di tipo scolastico (sebbene questa tipologia fosse destinata ad essere quella dominante a livello quantitativo) o professionale (anzi, il sindacato unitario era fortemente contrario all’ipotesi di trasformare questo istituto in uno strumento a vantaggio delle aziende, sacrificando la possibilità per i lavoratori di elevarsi culturalmente su altri versanti). Diversi furono anzi i progetti in cui si puntava in direzione di una democratizzazione del sapere e di una valorizzazione dell’individuo e delle sue potenzialità umane, dunque in un’ottica di emancipazione.
Un altro esempio di influenza diretta di Paulo Freire si riscontra nell'esperienza di Danilo Dolci. Dal 1952 infatti, Dolci si era trasferito nella Sicilia occidentale (Trappeto, Partinico), dove la mafia manteneva la popolazione una realtà di degrado ed oppressione. Oltre a fame e povertà, anche analfabetismo, disoccupazione diffusa e forti disparità sociali contribuivano al quadro sociale di quei luoghi. L'approccio di Dolci, che si basò su un'opera di educazione che portava la collettività ad agire attivamente per trasformare la propria situazione, aveva diversi punti in comune con l'approccio freiriano. Per esempio, tra il 1952 ed il 1956, con un piccolo gruppo di volontari collaboratori, Dolci visse insieme alla parte più povera della popolazione locale, condividendone la realtà quotidiana in toto. Da questa esperienza preliminare, maturarono la conoscenza e la possibilità pratica di organizzare collettivamente interventi e forme di protesta nonviolenta a cui parteciparono centinaia di persone e che ebbero grande risonanza mediatica. Per diversi anni, Dolci e Freire intrattennero una corrispondenza e, su invito di Dolci, Freire partecipò in più di un'occasione a seminari e convegni organizzati in Sicilia. Dolci stesso infine faceva direttamente riferimento agli scritti di Freire ed al suo metodo di alfabetizzazione per adulti all'interno dei progetti di educazione di comunità da lui portati avanti a Partinico.
Infine, si ha il notevole contributo di don Gino Piccio. Prete operaio impegnato a fianco dei più poveri già da diversi anni, nel 1972 lesse La pedagogia degli oppressi e ne rimase profondamente segnato. Negli anni successivi, si recò diverse volte a Berna, in Svizzera, dove allora viveva Freire in esilio, per confrontarsi con lui direttamente. Lo studio teorico, il rapporto personale con Freire, e le esperienze pluriennali nei comuni rurali o terremotati di Attimis in Friuli, Verrua Savoia in Piemonte e Ricigliano in Campania fecero di don Gino Piccio uno dei massimi conoscitori ed applicatori dei metodi freiriani in Italia. Dal 1984, si stabilisce in una cascina disabitata nelle campagne di Ottiglio, in Piemonte, dove inizia ad organizzare annualmente la "settimana di sperimentazione del metodo di coscientizzazione di Paulo Freire", in cui si occupa di trasmettere la pedagogia freiriana a giovani educatrici ed educatori.

### Dal 2000 ad oggi
Più recentemente, una nuova generazione di educatrici ed educatori italiane si sta avvicinando a Paulo Freire. Provengono per lo più dall'attivismo, spesso di tipo ambientalista, libertario, per i diritti dei migranti, di solidarietà o per economie alternative e condividono generalmente una posizione critica verso il neoliberalismo. Spesso hanno conosciuto Freire attraverso la lettura diretta dei suoi scritti e, talvolta, ignorano i lavori prodotti nella senconda metà del Novecento dalle esperienze nel contesto italiano. Educatori freiriani della prima generazione hanno sottolineato come quest'ultimo aspetto comporti il rischio di disperdere energie per ricostruire conoscenze già raggiunte in passato. Anche per contrastare questa eventualità, nel 2005 venne fondato da, fra gli altri, don Gino Piccio, Piergiorgio Reggio e Cesare Scurati, l'Istituto Paulo Freire Italia.
Ulteriore contributo alla diffusione del messaggio del pedagogo brasiliano è dato dalla Settimana Nazionale del Freire, che si verifica annualmente dal 1999. L'evento mira a far conoscere ad educatori ed educatrici la pedagogia freiriana attraverso un'esperienza pratica, ed è la naturale continuazione delle "settimane di sperimentazione" che si tenevano ad Ottiglio fin dal 1982. Inizialmente organizzato da Simone Deflorian e dallo stesso don Piccio, oggi è frutto della collaborazione di Deflorian, Anna Zumbo e alcune altre educatrici ed educatori.
Alcuni dei centri italiani in cui al momento sono attivi educatori o ricercatori interessati ai metodi freiriani sono, da sud a nord: Catania, Lecce con l'Istituto Paulo Freire Italia, Napoli, Roma, Sanremo, il cuneese, Genova, Bologna, la cui università conferì la laurea honoris causa a Paulo Freire nel 1989, Parma con le iniziative nazionali ed internazionali di teatro dell'oppresso della Cooperativa Giolli di Montechiarugolo, le valli valdesi in Piemonte, Torino, la Valsusa, Padova con il Centro di Documentazione Paulo Freire, Milano ed Udine.
Come applicazione diretta del metodo Paulo Freire per l'alfabetizzazione, si ha infine l'esempio del Centro Territoriale Permanente Diego Valeri di Padova nel 2013, nel contesto dell'insegnamento della lingua italiana come seconda lingua a giovani immigrati.